# Sauvagesia fruticosa
Sauvagesia fruticosa är en tvåhjärtbladig växtart som beskrevs av C. Martius. Sauvagesia fruticosa ingår i släktet Sauvagesia och familjen Ochnaceae. Inga underarter finns listade i Catalogue of Life.